# Emma La Grua
Pour les articles homonymes, voir Grua.
Emma La Grua, née le 13 avril 1831 à Palerme et morte le 15 novembre 1922 à Courbevoie, est une soprano italienne.

## Biographie
Emilia Anna Wilhelma Augusta La Grua naît à Palerme en 1831, fille de Louis La Grua et Friederike Funke, cantatrice.
Elle commence sa carrière de soprano coloratura à l'âge de vingt ans et acquiert en dix ans une solide réputation de tragédienne unanimement reconnue. En 1850 elle fait partie de la troupe du Théâtre de la Cour de Dresde lorsque Giacomo Meyerbeer l'entend, lors d'une soirée privée, chanter en avant-première la romance d'Alice de Robert le Diable avec une belle voix de soprano pleine et étendue, estimant qu'elle fera une excellente « Falcon ». Dans une lettre du 30 mai 1852 Meyerbeer écrit encore à son propos : « Mme Lagrua a obtenu à Dresde beaucoup de succès dans les rôles de Valentine et d'Alice. » En 1852, elle crée le rôle d'Irène dans Le Juif errant de Fromental Halévy à l'Opéra de Paris. En 1857, elle est à Buenos Aires pour l'ouverture du premier Théâtre Colón. Elle est aussi une Norma recherchée : en 1860, alors qu'une représentation est reportée parce qu'elle est souffrante, le jeune Piotr Ilitch Tchaïkovski, élève du Collège impérial de Jurisprudence, se rend à son domicile avec un ami, se faisant passer pour un étudiant de province, affirmant qu'il s'est déplacé à Saint-Pétersbourg spécialement pour elle et qu'il ne peut retourner chez lui sans l'avoir entendue. D'abord amusée, elle se met au piano et chante « Casta Diva » pour les deux amis. Elle chante en Italie, en Amérique du Sud, à Paris, à Vienne où un journaliste la déclare « la meilleure comédienne d'Europe » et se trouve dans la troupe du Théâtre impérial lorsque Giuseppe Verdi se rend à Saint-Pétersbourg, en décembre 1861, pour la création de La forza del destino dont elle doit chanter le rôle de Leonora. À nouveau malade, elle ne peut assurer les répétitions de l'opéra dont la première doit être reportée, aucune chanteuse n'étant à même de la remplacer. Le rôle est finalement créé par Caroline Barbot lors de la saison suivante.
En 1887, son fils, né en 1857 à Rio de Janeiro, meurt dans le naufrage du Victoria, un steamer anglais qui assure la traversée Newhaven-Dieppe.
Elle meurt le 15 novembre 1922 à Courbevoie, au 30 rue Kilford, dans une maison de santé baptisée Les Tilleuls.